# Колон (Панама)
Вижте пояснителната страница за други значения на Колон.
Коло̀н (на испански: Colón) е пристанищен град, вторият по големина в Панама, разположен на брега на Карибско море. Население 204 000 (2000). Близо е до панамския канал. Административен център на област Колон. Основан е през 1850 като гарово селище на панамската жп линия. Отначало американската общност нарича града Аспинуол (Aspinwall), но испанската го назовава Колон в чест на Христофор Колумб (на испански: Cristòbal Colòn).
Голяма част от града е опожарена през 1895 по време на гражданската война в Колумбия. През 1915 се разгаря нов голям пожар. През 1900 г. населението на града наброява 3000 души. След построяването на Панамския канал (1914) то бързо се увеличава и през 1920 достига 31 203 души. През 1953 става свободна търговска зона. От края на 60-те години на 20 век икономиката на града се срива.

## Личности, починали в Колон
- Шъруд Андерсън (1876 – 1941), американски писател